# Samir
Samir (arabiska: سمير, Samīr, hindi: समीर, punjabi: ਸਮੀਰ, bengali:  সমীর) är ett mansnamn som kan härledas till flera olika ursprung. Det är ett heligt namn. Namnet är därför neutralt mellan olika etniska och religiösa grupper i Asien, Afrika, Mellanöstern, Ryssland, Centralasien, Europa och annorstädes. I Indien stavas namnet vanligen Sameer. I Bosnien och Turkiet finns stavningen Semir.
Namnets betydelse skiftar som sagt mellan olika områden, men kan på arabiska härledas till att betyda "god vän" eller "kamrat som en samtalar med ända till den sena nattetimman". På sanskrit och hindi har namnet betydelsen "mild vind, bris", "vindpust"" eller ""frisk morgonluft"" 
Den 31 december 2015 fanns det totalt 2 278 män hade Samir som tilltalsnamn i Sverige. Motsvarande siffror för Sameer var 134.
Den kvinnliga varianten är "Samira", och har samma kulturella utbredning som Samir.

## Personer med namnet Samir
- Samir Abu Eid, svensk journalist, utrikeskorrespondent
- Samir Badran, svensk TV-personlighet och sångare, som är ena hälften av Samir & Viktor
- Samir Geagea, libanesisk politiker
- Samir Handanovič, slovensk fotbollsspelare
- Samir Kassir, libanesisk politiker
- Samir Nasri, fransk fotbollsspelare